# Melitón Romero
Melitón Ignacio del Carmen Romero Echeverría (Montevideo, Uruguay, 31 de julio de 1879 - Montevideo, Uruguay, 27 de agosto de 1955) fue un magistrado uruguayo, quien se desempeñó como Fiscal de Corte y Procurador General de la Nación desde 1939 hasta ser nombrado presidente de la Corte Electoral al finalizar 1947, cargo que conservó hasta 1954. Fue también profesor de Derecho Penal. En su juventud fue fundador e integrante del primer plantel de futbolistas del Club Nacional de Football en 1899-1900, y es recordado por haber marcado el primer gol en la historia de dicha institución, que llegaría a presidir en 1928.

## Primeros años
Nació en Montevideo el 31 de julio de 1879, hijo de Melitón Romero y de Natividad Echeverría.
Cursó estudios en la Facultad de Derecho de la Universidad Mayor de la República donde se graduó como abogado en 1908.

## Futbolista en el Club Nacional de Football
Fue fundador del Club Nacional de Football en 1899 e integrante de su primer plantel, disputando ocho partidos entre 1899 y 1900.
Es recordado por haber marcado, poco antes de cumplir los 20 años, el primer gol en la historia de dicho club, en encuentro disputado el 25 de junio de 1899 con Uruguay Athletic, que Nacional ganó por 2 a 0.
Fue también integrante de las primeras Directivas del club como secretario, vocal y prosecretario. En 1928 fue presidente del mismo.

## Fiscal en la capital
En febrero de 1908, meses antes incluso de graduarse como abogado, fue nombrado Adjunto a la Fiscalía de Menores, Ausentes e Incapaces,cargo que ocupó durante catorce años. 
En enero de 1922 fue nombrado titular de dicha Fiscalía.

## Tribunal de Apelaciones
El 29 de octubre de 1928 fue designado  como uno de los primeros tres ministros -junto a Pedro Aladio y a Román Álvarez Cortés- del Tribunal de Apelaciones de Tercer Turno, que acababa de crearse.
Integró dicho  tribunal durante once años.

## Fiscal de Corte
En octubre de 1939, al quedar vacante la Fiscalía de Corte por el cese por límite de edad de Alfredo Furriol, el gobierno de Alfredo Baldomir propuso a Romero como su reemplazante.
Concedida la venia respectiva por la Cámara de Senadores,el 18 de octubre Romero fue nombrado Fiscal de Corte.
Ocupó el cargo durante ocho años, renunciando al mismo en enero de 1948 para asumir en la Corte Electoral.Le sucedió en el cargo Aníbal Abadie Santos.

## Corte Electoral
En sesión celebrada en la noche del 30 al 31 de diciembre de 1947, la Asamblea General lo eligió como presidente de la Corte Electoral.
Permaneció en dicho cargo durante seis años y medio, teniendo a su cargo la organización de las elecciones de 1950 y del plebiscito de 1951 que aprobó la nueva Constitución, así como del plebiscito del vintén en 1951. 
Renunció a la presidencia de la Corte en junio de 1954,pocos meses antes de las elecciones de 1954. Fue sucedido en el cargo por Raúl E. Negro.

## Actividad docente
Romero se desempeñó como profesor de Derecho Penal en la Facultad de Derecho de la Universidad de la República a partir de 1912, ocupando la titularidad de la cátedra entre 1917 y 1932 y siendo nombrado profesor ad honorem al retirarse.Fue asimismo miembro del Consejo de la Facultad en representación de los profesores.
Fue también profesor de cosmografía en Enseñanza Secundaria.

## Otros cargos públicos
En 1932 integró una comisión revisora de un proyecto de Código de Procedimiento Penaly en 1936 una encargada de la revisión de proyectos de Código de Organización de los Tribunales Penales y de Procedimiento Penal.
En 1933 integró una comisión revisora de la legislación de menores que redactó el proyecto de Código del Niño que se convertiría en ley al año siguiente.
En 1935 fue brevemente presidente del Consejo de Patronato de Delincuentes y Menoresy en 1936 integró el Consejo del Niño como delegado de la Suprema Corte de Justicia.
En 1944 fue designado para integrar otra comisión para realizar una investigación sobre funcionarios destituidos,pero renunció a dicho cargo.

## Fallecimiento
Melitón Romero falleció en Montevideo el 27 de agosto de 1955, a los 76 años de edad.La Cámara de Senadores le rindió homenaje pocos días después.